# Tegostoma baphialis
Tegostoma baphialis é uma espécie de polilla da família Crambidae. Encontra-se em Grécia, Rússia,, Turkmenistán e Afeganistão.
A envergadura das asas é de 16–17 mm.